# Европейское объединение угля и стали
Европе́йское объедине́ние угля́ и ста́ли (сокр. ЕОУС) — международная организация, объединявшая каменноугольную, железорудную и металлургическую промышленности Франции, ФРГ, Италии, Бельгии, Нидерландов и Люксембурга и заложившая основу дальнейшей экономической интеграции в Западной Европе.
Европейское объединение угля и стали была первой организацией, основанной на принципах наднациональной интеграции. Идея создания ЕОУС впервые была предложена 9 мая 1950 года Робером Шуманом, министром иностранных дел Франции, в качестве меры пресечения дальнейших войн между Германией и Францией. Он заявил, что этот шаг «станет гарантией того, что какая-либо война между Францией и Германией не только немыслима, но и невозможна по материальным соображениям». Для достижения цели Парижским договором была учреждена первая европейская наднациональная организация, в которую вошли не только Франция и ФРГ, но также Италия и страны Бенилюкса: Бельгия, Люксембург и Нидерланды. В рамках договора между странами создавался общий рынок угля и стали. ЕОУС управлялся Высшим руководящим органом, контролируемый Советом министров, Ассамблеей и независимым Судом.
В состав ЕОУС входили четыре учреждения: Высший руководящий орган, состоящий из независимых лиц, Общенациональная ассамблея, состоящая из национальных парламентариев, Совет министров в составе министров наций и Суда. В конечном итоге это станет основой для Европейской комиссии, Европейского парламента, Совета Европейского союза и Европейского суда.
Объединение прекратило существование 23 июля 2002 года в связи с истечением срока действия договора.

## Интеграционные процессы в послевоенной Европе
Процессу интеграции послевоенной Европы мешали неравномерность политического и экономического развития различных стран, недоверие в отношении Германии, а также англо-французское соперничество за лидерство в объединённой Европе.
Зародышем экономической интеграции Западной Европы стала Организация европейского экономического сотрудничества (ОЕЭС), учреждённая в 1948 году участниками плана Маршалла. Она, однако, располагала лишь координационными функциями.
В 1949 году была создана первая европейская политическая организация — Совет Европы, однако его решения носили лишь рекомендательный характер, а деятельность СЕ была затруднена развернувшейся холодной войной.
В 1950 году был выдвинут проект создания европейской наднациональной военной организации — Европейского оборонительного сообщества (ЕОС) — наряду с Европейским политическим сообществом. Парижский договор о создании ЕОС был подписан министрами иностранных дел Бельгии, Италии, Люксембурга, Нидерландов, Франции и ФРГ. Этот договор, однако, в августе 1954 г. был отвергнут французским парламентом.
Гораздо больший успех имела интеграция Западной Европы в экономической области. Её идейным отцом стал французский экономист Жан Монне, генеральный комиссар по вопросам планирования, который подготовил доклад, лёгший в основу так называемой декларации Шумана.

## Декларация Шумана и учреждение объединения

Выступление Робера Шумана 9 мая 1950 г.

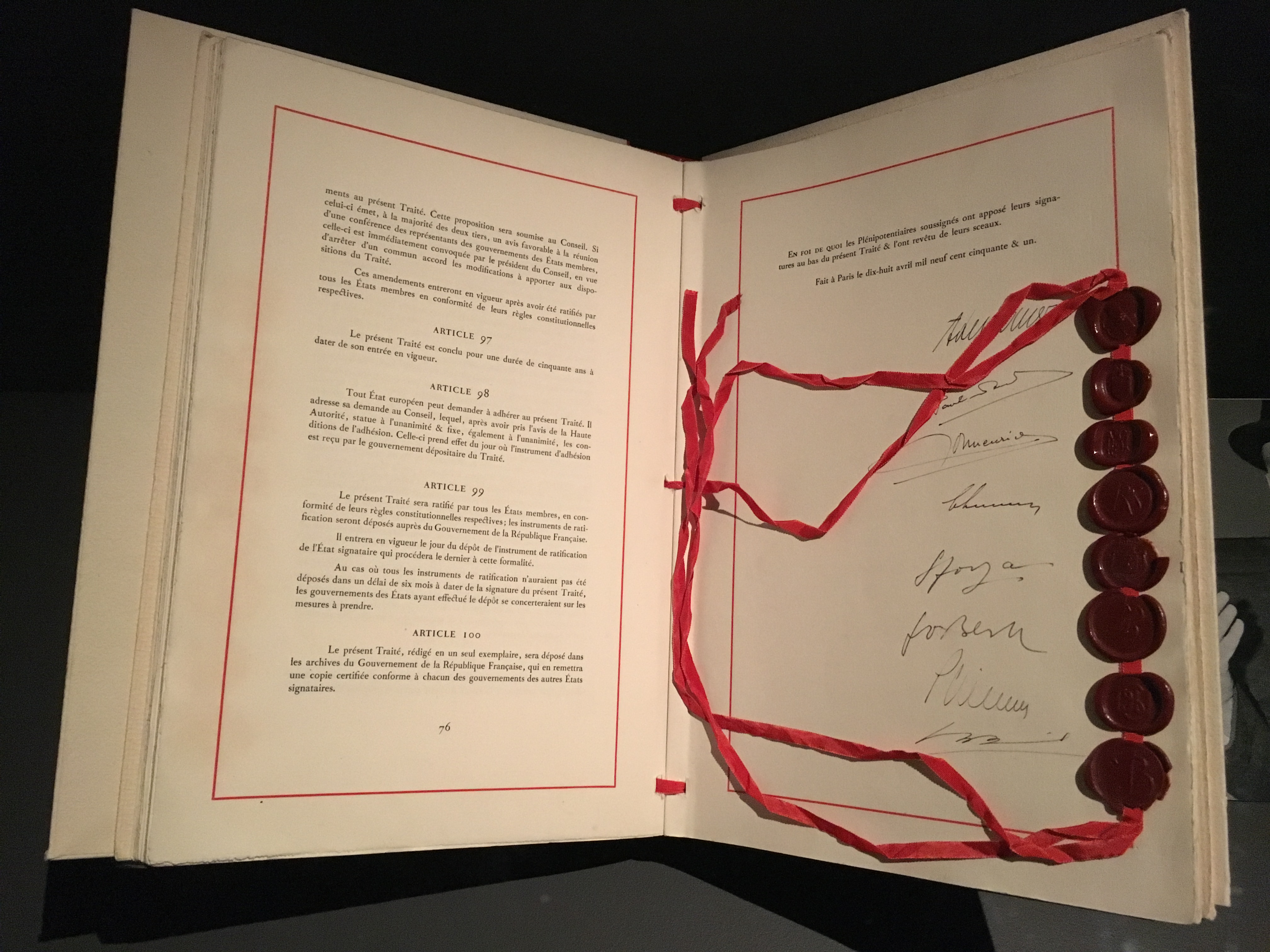
Текст договора

9 мая 1950 г. министр иностранных дел Франции Робер Шуман выступил с декларацией, в которой заявил о решимости Франции предпринять первый шаг для строительства новой Европы и предложил Германии сыграть в этом деле свою роль. Он заявил: «В результате возникнет новая, единая и сильная Европа, где возрастёт жизненный уровень населения, поскольку произойдёт объединение производства и расширение рынка, что приведет к снижению цен…». Шуман призвал положить конец долговременному соперничеству между Францией и Германией, организовать совместное франко-германское производство угля и стали под управлением Высшего руководящего органа, подготовить создание экономического сообщества, решения руководящих органов которого были бы обязательны для государств-членов.
В ФРГ Конрад Аденауэр поддержал декларацию Шумана, тогда как Социал-демократическая партия Германии не соглашалась с ней: по мнению руководителя СДПГ Курта Шумахера, ЕОУС расстроит все надежды на национализацию металлургической отрасли и приведёт к Европе «картелей, клерикалов и консерваторов».
В результате последовавших межправительственных переговоров и дискуссий был подготовлен Договор об учреждении Европейского объединения угля и стали (ЕОУС). Его первоначальными участниками стали шесть государств: Франция, ФРГ, Италия, Бельгия, Нидерланды и Люксембург. Договор был подписан 18 апреля 1951 года сроком на 50 лет и вступил в силу 25 июля 1952 года.
В соответствии с Договором, в течение 1952—1957 гг. был постепенно сформирован общий рынок угля, железной руды, железного лома, стали, чугуна и специальных сталей государств-участников, внутри ЕОУС были отменены таможенные пошлины на продукцию угледобывающей и металлургической промышленности и количественные ограничения в торговле этой продукцией, введены единые транспортные тарифы на перевозки угля и руды, железного лома и продукции металлургической промышленности.
Уже к 1955 г. добыча угля в государствах-членах выросла до 250 млн тонн, а производства стали — до 60 млн тонн в год.

## История
С 1 января 1973 года в ЕОУС вошли Великобритания, Дания и Ирландия; с 1 января 1981 года — Греция. Уже в 1975 году ЕОУС контролировало около 90 % выплавки стали, почти 100 % добычи угля и 50 % добычи железной руды в Западной Европе. В 1995 году в объединение вошли Австрия, Швеция и Финляндия.
Европейское объединение угля и стали 23 июля 2002 года прекратило своё существование в связи с истечением договора о его создании, заключенного на 50 лет и не продлевавшегося сторонами, так как темпы развития Европейских сообществ сделали существование ЕОУС неактуальным. В этот день в Брюсселе был торжественно спущен флаг ЕОУС.

## Институты
В рамках ЕОУС впервые в международную жизнь вводились элементы наднациональности через делегирование государствами-участниками части своего суверенитета.
Основные органы:
1. Высший руководящий орган формировался из представителей государств-участников, но действовал независимо от их правительств и получил полномочия принимать решения в общих интересах государств-членов, обязательные для исполнения. Члены руководящих органов назначались по рекомендациям правительств государств-членов и с их согласия. Однако они не должны были следовать указаниям своих правительств, что и обеспечивало наднациональный элемент в деятельности руководящих органов ЕОУС.
2. Совет министров состоял из членов правительств соответствующих государств. Именно Высший руководящий орган и Совет министров принимали все решения в рамках ЕОУС. Создание наряду с Высшим руководящим органом Совета министров обеспечивало необходимый баланс между национальными интересами и элементами наднациональности.

В соответствии с Договором слияния, подписанным в Брюсселе 8 апреля 1965 года и вступившим в силу 1 июля 1967 года, Высший руководящий орган и Совет министров ЕОУС, а также Комиссию и Совет Евратома сменили Комиссия ЕЭС и Совет ЕЭС. Институты трёх европейских сообществ (ЕОУС, ЕЭС и Евратом) таким образом слились воедино. Этот договор рассматривается некоторыми как реальное начало существования современного Евросоюза.